# Pedro Marieluz Garcés
Pedro Marieluz Garcés (ali Peter Marielux) Vojaški kaplan, mučenec spovedne molčečnosti * 1780, Tarma, Peru, † 23. september 1825, Callao, Peru